# 馬永生 (將軍)
馬永生，男，武警少將，2025年1月任中共湖南省委常委。

## 生平
曾任湖南省軍區政治委員、中国海警局东海分局政委、黑龍江省武警總隊政治工作部主任。